# Launaea lackii
Launaea lackii là một loài thực vật có hoa trong họ Cúc. Loài này được N.Kilian mô tả khoa học đầu tiên năm 1997.